# De Machine
De Machine is het tweede album van de Nederlandse rapformatie De Jeugd van Tegenwoordig. De groep maakte op 3 januari 2008 bekend dat het nieuwe album klaar was. Bekend was dat de single Shenkie hier niet op zou staan en dat Bas Bron weer als hoofdproducer zou optreden. Het album werd uitgebracht op 25 april 2008 te Amsterdam.
Op het album staan 14 nummers. Het album lekte 18 april op het internet.

## Tracklist
| Nr. | Titel                                 | Lengte |
| --- | ------------------------------------- | ------ |
| 1   | Kerk                                  | 5:10   |
| 2   | Datvindjeleukhé                       | 4:10   |
| 3   | Deze donkere jongen komt zo hard      | 3:32   |
| 4   | Buma in me zak                        | 4:39   |
| 5   | Hollereer                             | 5:48   |
| 6   | Flap flap                             | 5:32   |
| 7   | De Musical                            | 1:32   |
| 8   | Bertje vs Yayo                        | 6:01   |
| 9   | Wopwopwop (de tentbakkers)            | 5:23   |
| 10  | Er is een hitje                       | 2:18   |
| 11  | Niet als jouw                         | 5:57   |
| 12  | Applaus                               | 2:30   |
| 13  | Centje Centje (damsko centje express) | 10:10  |
| 14  | Sorry                                 | 6:30   |

## Hitnotering
| Album met eventuele hitnotering(en) in de Nederlandse Album Top 100 | Datum van verschijnen | Datum van binnenkomst | Hoogste positie | Aantal weken | Opmerkingen |
| ------------------------------------------------------------------- | --------------------- | --------------------- | --------------- | ------------ | ----------- |
| De Machine                                                          | 25-04-2008            | 03-05-2008            | 11              | 27           |             |

| Album met hitnotering(en) in de Vlaamse Ultratop 200 albums | Datum van verschijnen | Datum van binnenkomst | Hoogste positie | Aantal weken | Opmerkingen |
| ----------------------------------------------------------- | --------------------- | --------------------- | --------------- | ------------ | ----------- |
| De Machine                                                  | 2008                  | 31-05-2008            | 32              | 20*          |             |

In België kwam het album ook nog in de hitnotering van de Alternatieve Albums. Het kwam op 31 mei 2008 binnen en de hoogst bereikte positie was nummer 20; het album stond 16 weken in de lijst.

## Singles
| Single met eventuele hitnotering(en) in de Nederlandse Top 40 | Datum van verschijnen | Datum van binnenkomst | Hoogste positie | Aantal weken | Opmerkingen |
| ------------------------------------------------------------- | --------------------- | --------------------- | --------------- | ------------ | ----------- |
| Hollereer                                                     | 04-2008               | 05-04-2008            | tip2            | -            |             |
| Buma in me zak                                                | 14-01-2009            | 14-02-2009            | tip6            | -            |             |

| Single met hitnotering(en) in de Vlaamse Ultratop 50 | Datum van verschijnen | Datum van binnenkomst | Hoogste positie | Aantal weken | Opmerkingen |
| ---------------------------------------------------- | --------------------- | --------------------- | --------------- | ------------ | ----------- |
| Hollereer                                            | 2008                  | 07-06-2008            | 36              | 3            |             |
| Buma in me zak                                       | 2009                  | 21-03-2009            | tip21           | -            |             |
| Deze donkere jongen komt zo hard                     | 2009                  | 25-07-2009            | 35              | 10           |             |

De eerste single was het nummer Hollereer. De videoclip voor Hollereer werd op vrijdag 4 april voor het eerst uitgezonden op TMF.
De tweede videoclip was voor het nummer Wopwopwop. De derde videoclip was voor het nummer Datvindjeleukhè. Toen de groep op 14 januari 2009 te gast was bij het televisieprogramma De Wereld Draait Door, presenteerden de rappers voor het eerst de videoclip van hun single Buma in me zak, dat volgens de bandleden zelf de "allerziekste" videoclip uit de Nederlandse geschiedenis was geworden. Sommigen menen dat het nummer refereert aan het bedrijf Buma/Stemra, een organisatie die in Nederland een monopolie heeft op het incasseren van auteursrechten. Buma is in deze context echter straattaal voor XTC, wat ook blijkt uit de zin: "Buma is gevaarlijk dus ik koop er duizend pillen van." De bijbehorende clip was geïnspireerd op de videoclip van het nummer Can You Feel It van The Jacksons.
Na de superclip Buma in me zak moest de band met iets nieuws komen. In plaats van nog een goede clip bracht de groep tegelijk twee clips uit: Deze Donkere Jongen komt zo Hard en Applaus. De videoclips toonden beelden van optredens. Daarna kwam de zevende single, Bertje vs Yayo, ook uit.
| Jaar | Single                           | Album      | Positie   | Positie    | Positie               |
| Jaar | Single                           | Album      | NL Top 40 | NL Top 100 | Belgische Ultratop 50 |
| ---- | -------------------------------- | ---------- | --------- | ---------- | --------------------- |
| 2008 | Hollereer                        | De Machine | Tip2      | 11         | 36                    |
| 2008 | Wopwopwop (De Tentbakkers)       | De Machine | -         | -          | -                     |
| 2008 | Datvindjeleukhe                  | De Machine | -         | -          | -                     |
| 2009 | Buma In Mijn Zak                 | De Machine | Tip6      | -          | Tip21                 |
| 2009 | Deze Donkere Jongen komt zo Hard | De Machine | -         | -          | 35                    |

### Clips
- 2008
  - Hollereer
  - Wopwopwop (De Tentbakkers)
  - Datvindjeleukhe
- 2009
  - Buma In Mijn Zak
  - Deze Donkere Jongen komt zo Hard
  - Applaus
  - Bertje vs Yayo

## Prijzen en nominaties
2008
Eind 2008 werd het album genomineerd voor de State Awards in de categorieën Beste Album en Beste Video (Hollereer). Ook aan het einde van 2008 werd het album bij de 3Voor12Awards gekozen als het beste Nederlandse album van het jaar.
2009
In 2009 werd het album genomineerd voor een Edison en voor de 3FM Awards in de categorie Beste Album.

### Hitnotering
| "De Machine" in de Nederlandse Album Top 100 - binnen: 3 mei 2008 | "De Machine" in de Nederlandse Album Top 100 - binnen: 3 mei 2008 | "De Machine" in de Nederlandse Album Top 100 - binnen: 3 mei 2008 | "De Machine" in de Nederlandse Album Top 100 - binnen: 3 mei 2008 | "De Machine" in de Nederlandse Album Top 100 - binnen: 3 mei 2008 | "De Machine" in de Nederlandse Album Top 100 - binnen: 3 mei 2008 | "De Machine" in de Nederlandse Album Top 100 - binnen: 3 mei 2008 | "De Machine" in de Nederlandse Album Top 100 - binnen: 3 mei 2008 | "De Machine" in de Nederlandse Album Top 100 - binnen: 3 mei 2008 | "De Machine" in de Nederlandse Album Top 100 - binnen: 3 mei 2008 | "De Machine" in de Nederlandse Album Top 100 - binnen: 3 mei 2008 | "De Machine" in de Nederlandse Album Top 100 - binnen: 3 mei 2008 | "De Machine" in de Nederlandse Album Top 100 - binnen: 3 mei 2008 | "De Machine" in de Nederlandse Album Top 100 - binnen: 3 mei 2008 | "De Machine" in de Nederlandse Album Top 100 - binnen: 3 mei 2008 | "De Machine" in de Nederlandse Album Top 100 - binnen: 3 mei 2008 | "De Machine" in de Nederlandse Album Top 100 - binnen: 3 mei 2008 | "De Machine" in de Nederlandse Album Top 100 - binnen: 3 mei 2008 | "De Machine" in de Nederlandse Album Top 100 - binnen: 3 mei 2008 | "De Machine" in de Nederlandse Album Top 100 - binnen: 3 mei 2008 | "De Machine" in de Nederlandse Album Top 100 - binnen: 3 mei 2008 | "De Machine" in de Nederlandse Album Top 100 - binnen: 3 mei 2008 | "De Machine" in de Nederlandse Album Top 100 - binnen: 3 mei 2008 | "De Machine" in de Nederlandse Album Top 100 - binnen: 3 mei 2008 | "De Machine" in de Nederlandse Album Top 100 - binnen: 3 mei 2008 | "De Machine" in de Nederlandse Album Top 100 - binnen: 3 mei 2008 | "De Machine" in de Nederlandse Album Top 100 - binnen: 3 mei 2008 | "De Machine" in de Nederlandse Album Top 100 - binnen: 3 mei 2008 | "De Machine" in de Nederlandse Album Top 100 - binnen: 3 mei 2008 | "De Machine" in de Nederlandse Album Top 100 - binnen: 3 mei 2008 |
| Week                                                              | 1                                                                 | 2                                                                 | 3                                                                 | 4                                                                 | 5                                                                 | 6                                                                 | 7                                                                 | 8                                                                 | 9                                                                 | 10                                                                | 11                                                                | 12                                                                | 13                                                                | 14                                                                | 15                                                                | 16                                                                | 17                                                                | 18                                                                | 19                                                                | 20                                                                | 21                                                                | 22                                                                | 23                                                                | 24                                                                | 25                                                                | 26                                                                |                                                                   | 27                                                                |                                                                   |
| ----------------------------------------------------------------- | ----------------------------------------------------------------- | ----------------------------------------------------------------- | ----------------------------------------------------------------- | ----------------------------------------------------------------- | ----------------------------------------------------------------- | ----------------------------------------------------------------- | ----------------------------------------------------------------- | ----------------------------------------------------------------- | ----------------------------------------------------------------- | ----------------------------------------------------------------- | ----------------------------------------------------------------- | ----------------------------------------------------------------- | ----------------------------------------------------------------- | ----------------------------------------------------------------- | ----------------------------------------------------------------- | ----------------------------------------------------------------- | ----------------------------------------------------------------- | ----------------------------------------------------------------- | ----------------------------------------------------------------- | ----------------------------------------------------------------- | ----------------------------------------------------------------- | ----------------------------------------------------------------- | ----------------------------------------------------------------- | ----------------------------------------------------------------- | ----------------------------------------------------------------- | ----------------------------------------------------------------- | ----------------------------------------------------------------- | ----------------------------------------------------------------- | ----------------------------------------------------------------- |
| Nummer                                                            | 11                                                                | 14                                                                | 22                                                                | 15                                                                | 16                                                                | 26                                                                | 38                                                                | 49                                                                | 43                                                                | 49                                                                | 56                                                                | 79                                                                | 62                                                                | 52                                                                | 67                                                                | 81                                                                | 61                                                                | 71                                                                | 68                                                                | 52                                                                | 56                                                                | 58                                                                | 80                                                                | 84                                                                | 83                                                                | 92                                                                | uit                                                               | 93                                                                | uit                                                               |